# 브레이킹 던
브레이킹 던(Breaking Dawn)은 스테프니 메이어(Stephenie Meyer)의 연작 소설 트와일라잇 중 마지막 편이다.